# Bella Mafia
Bella Mafia  es una película dramática de gánsteres estadounidense de 1997, dirigida por David Greene (director) y protagonizada por Vanessa Redgrave, Nastassja Kinski y James Marsden. El guion de Lynda La Plante está basado en su novela titulada Bella Mafia en inglés.En 1998, Redgave fue nominada como mejor actriz en una miniserie o película para TV  en los  55ª Globos de Oro.

## Argumento
La película trata sobre los altibajos de una familia mafiosa italiana que se opone al tráfico de drogas hasta que los hombres son asesinados y las viudas toman el poder.

## Reparto
- Vanessa Redgrave como Graziella Luciano
- Nastassja Kinski como Sophia Luciano
- Jennifer Tilly como Moyra Luciano
- Illeana Douglas como Teresa Scorpio Luciano
- Gina Philips como Rosa Luciano
- Dimitra Arliss como la señora Scorpio
- James Marsden como Luka Carolla
- Franco Nero como Mario Domino
- Peter Bogdanovich como Vito Giancamo
- Tony Lo Bianco como Pietro Carolla
- W. Earl Brown como Fredrico Luciano
- Dennis Farina como Don Roberto Luciano
- Richard Portnow como Anthony Moreno
- David O'Donnell como Michael Giancamo